# Элизабет Тулемон
Элизабет Клэр Тулемон (1888—1971) — французская танцовщица и писательница. Жила в Париже. Заказчица и исполнительница одноактного балета «Эксцентричная красавица» на музыку Эрика Сати. Образ Элизабет Тулемон под именем «Элиза» появляется в творчестве писателя Марселя Жуандо, её мужа с 1929 года.

## Биография
Элизабет Тулемон была родом из Перигора по линии отца и из Мариоля по линии матери. У Элизабет было тяжелое детство и юность. Отец пил, имел тяжелый характер, бросил жену и детей, чтобы работать поваром на Транссибирской магистрали. Мать работала швеей, денег им не хватало.
В течение нескольких лет «капризная и непокорная» Элизабет и её сестра «более мудрая» Мадлен жили в пансионе Сестер Святого Причастия в Рис-Шательдоне. Их отец, недовольный их внешностью, в конце концов забрал их из монастыря и отвез к матери. Сестер начали учить шить, но Элизабет это занятие не нравилось.
В 1910 году, в возрасте 22 лет, после романа с неуклюжей студенткой-медиком Элизабет решила стать танцовщицей. До 1925 года она посещала уроки танцев у Лео Стаца, Ларионова и уроки музыки Жана д’Удина. Она выступала под именем Кариатис (Caryathis). Стиль её самостоятельных выступлений воспринимали как экстравагантные, костюмы считались сомнительного вкуса.
Тулемон была вхожа в художественное сообщество Парижа, общалась с Мари Лорансен, Жаном Кокто, Максом Жакобом, Пикассо и многими другими известными деятелями искусства того времени. Некотрое время она была любовницей Чарльза Дуллина. Элизабет Тулемон была женщиной с сильным и гневливым характером, её иногда называли La belle excentrique по названию музыки, которую Эрик Сати сочинил для спектакля с её участием. Элизабет Тулемон также появлялась в течение 1920-х годов в различных балетах, созданных на музыку Жоржа Орика, Фрэнсиса Пуленка или Мориса Равеля.
В 1928 году художница Мари Лорансен, обеспокоенная гомосексуальностью своего друга писателя Марселя Жуандо, познакомила его с Элизой. Они быстро полюбили друг друга и поженились 4 июня 1929 года. Элизе (как её называет Жуандо в своей жизни и в своих сочинениях) не удалось изменить своего мужа: примерно в 1933—1935 годах Жуандо «вернулся к пороку» (как он это называет), и это привело его к разрыву с Элизой. Они не расстались, но с этого момента начали жить в состоянии «партизанской войны». Жуандо пишет, что после 1938 года, когда Элиза хотела убить одного из его любовников, он не занимался с ней любовью.
Несмотря на различия, нападки, а иногда и отвратительные злодеяния со стороны Элизы (в мае 1944 года она засудила Жана Полана, одного из лучших друзей её мужа), Жуандо признавал стабилизирующую роль жены в его жизни, обеспечивая ей спокойствие, необходимое для писательской деятельности.
Элиза ещё до замужества в 1919 владела недвижимостью недалеко от Порт Майо. Жуандо пишет, что в действительности это был подарок её поклонника, который она превратила в меблированный отель с семью квартирами для аренды. В 1960 году Элиза согласилась очень выгодно продать его, и уже семидесятилетняя «адская пара» переехала в красивую виллу в Рюэй-Мальмезон в богатом пригороде Парижа.
Её последние годы не были мирными. Приступы гнева становились все более частыми и продолжительными. 9 марта 1971 года она начала мучиться параличом и умерла 16 марта в 22:00. Похороны состоялись 20 марта 1971 года в церкви Сент-Эсташ (Париж). Похоронена на кладбище Монмартр. Марсель Жуандо присоединился к ней в 1979 году.